# Góra Kaplana
Góra Kaplana (ang. Mount Kaplan) – najwyższy szczyt Gór Królowej Maud w Górach Transantarktycznych w Antarktydzie Wschodniej.

## Nazwa
Nazwany na cześć Josepha Kaplana (1902–1991), przewodniczącego U.S. National Committee for the International Geophysical Year (amerykańskiego komitetu narodowego ds. Międzynarodowego Roku Geofizycznego) .  

## Geografia
Najwyższy szczyt (4230 m n.p.m.  ) w Górach Królowej Maud  w Górach Transantarktycznych w Antarktydzie Wschodniej. Leży na południowym krańcu Hughes Range , ok. 5 km na południowy wschód od Mount Wexler .

## Historia
Góra Kaplana została odkryta 18 listopada 1929 roku przez Richarda Byrda (1888–1957), który obfotografował ją z powietrza . Badania jej przeprowadził w latach 1957–1958 amerykański geofizyk Albert P. Crary (1911–1987) . 